# Parafia św. Katarzyny w Gwoźdźcu
Parafia św. Katarzyny w Gwoźdźcu – parafia rzymskokatolicka, znajdująca się w diecezji tarnowskiej, w dekanacie Porąbka Uszewska.